# Persone di nome Edward/Cestisti
| Questa pagina contiene informazioni ricavate automaticamente dalle voci biografiche con l'ausilio del template Bio e di un bot. L'aggiornamento è periodico e automatico e ricostruisce completamente la pagina. Se manca una persona in questa lista, sei pregato di non aggiungerla, ma accertati piuttosto che la sua voce biografica contenga il template Bio e che i dati anagrafici siano correttamente compilati. Se il template Bio manca, inseriscilo tu stesso o, in alternativa, metti l'avviso {{tmp\|Bio}} che ne segnala la mancanza. Se i dati riportati sono sbagliati, correggi direttamente la voce biografica; le modifiche saranno visibili in questa lista entro pochi giorni. Per chiarimenti vedi il progetto antroponimi. La lista contiene solo le 74 persone che sono citate nell'enciclopedia e per le quali è stato implementato correttamente il template Bio. Pagina aggiornata al 22 giu 2025. |

Questa è una lista di persone presenti nell'enciclopedia che hanno il nome Edward e sono cestisti.

## B(7)
- Ed Bartels, cestista statunitense (New York, n. 1925 - Killingworth, † 2007)
- Eddie Basden, ex cestista statunitense (New York, n. 1983)
- Ed Beach, cestista statunitense (Elizabeth, n. 1929 - Morgantown, † 1996)
- Ed Biedenbach, ex cestista e allenatore di pallacanestro statunitense (Pittsburgh, n. 1945)
- Ed Bogdanski, cestista statunitense (Chicago, n. 1921 - † 1989)
- Ed Book, ex cestista statunitense (Buffalo, n. 1970)
- Ed Burton, cestista statunitense (Blytheville, n. 1939 - Muskegon, † 2012)

## C(2)
- Ed Campion, cestista statunitense (Chicago, n. 1915 - Salinas, † 2005)
- Ed Conlin, cestista e allenatore di pallacanestro statunitense (Brooklyn, n. 1933 - † 2012)

## D(7)
- Ed Dahler, cestista statunitense (Rosemond, n. 1926 - Hillsboro, † 2012)
- Ed Dancker, cestista statunitense (Milwaukee, n. 1914 - Milwaukee, † 1991)
- Ed Daniel, cestista statunitense (Birmingham, n. 1990)
- Ed Davis, cestista statunitense (Washington, n. 1989)
- Mickey Davis, ex cestista statunitense (Rochester, n. 1950)
- Ed Dawson, cestista canadese (Alford, n. 1907 - Windsor, † 1968)
- Terry Driscoll, ex cestista, allenatore di pallacanestro e dirigente sportivo statunitense (Winthrop, n. 1947)

## E(1)
- Ed Erban, cestista statunitense (Oshkosh, n. 1921 - Stillwater, † 2008)

## F(1)
- Ed Fleming, cestista e allenatore di pallacanestro statunitense (Pittsburgh, n. 1933 - Greensburg, † 2002)

## G(5)
- Ed Gayda, cestista statunitense (n. 1927 - † 2021)
- Eddie Gill, ex cestista statunitense (Aurora, n. 1978)
- Eddie Gottlieb, cestista, allenatore di pallacanestro e dirigente sportivo statunitense (Kiev, n. 1898 - Filadelfia, † 1979)
- Ed Gray, ex cestista statunitense (Riverside, n. 1975)
- Edward Grzywna, ex cestista polacco (Dąbrowa Górnicza, n. 1944)

## H(3)
- Ed Hickox, cestista, giocatore di football americano e allenatore di pallacanestro statunitense (Cleveland, n. 1878 - Springfield, † 1966)
- Ed Horton, ex cestista statunitense (Springfield, n. 1967)
- Eddie House, ex cestista statunitense (Berkeley, n. 1978)

## J(5)
- Edward Jarczyński, cestista polacco (n. 1919 - Poznań, † 1989)
- Eddie Johnson, ex cestista statunitense (Chicago, n. 1959)
- Eddie Johnson, cestista statunitense (Ocala, n. 1955 - † 2020)
- Eddie Jordan, ex cestista e allenatore di pallacanestro statunitense (Washington, n. 1955)
- Edward Jurkiewicz, ex cestista polacco (Pruszcz Gdański, n. 1948)

## K(4)
- Ed Kalafat, cestista statunitense (Anaconda, n. 1932 - St. Paul, † 2019)
- Ed Kasid, cestista statunitense (Minneapolis, n. 1923 - Minneapolis, † 1989)
- Moose Krause, cestista, giocatore di football americano e allenatore di pallacanestro statunitense (Chicago, n. 1913 - South Bend, † 1992)
- Ed Kweller, cestista statunitense (Pittsburgh, n. 1915 - Los Angeles, † 2003)

## L(5)
- Ed Laschuk, cestista canadese (n. 1934 - Ottawa, † 2017)
- Ed Leede, cestista e allenatore di pallacanestro statunitense (New York, n. 1927 - Denver, † 2018)
- Ed Longfellow, cestista statunitense (Leesburg, n. 1930 - South Bend, † 1993)
- Eddie Lucas, ex cestista statunitense (Groton, n. 1975)
- Ed Lucht, ex cestista canadese (Jeffrey, n. 1931)

## M(8)
- Ed Manning, cestista e allenatore di pallacanestro statunitense (Summit, n. 1944 - Fort Worth, † 2011)
- Eddie Mast, cestista e allenatore di pallacanestro statunitense (Filadelfia, n. 1948 - Easton, † 1994)
- Ed Melvin, cestista e allenatore di pallacanestro statunitense (Pittsburgh, n. 1916 - Toledo, † 2004)
- Ed Mikan, cestista statunitense (Joliet, n. 1925 - La Grange, † 1999)
- Eddie Miles, ex cestista e allenatore di pallacanestro statunitense (North Little Rock, n. 1940)
- Ed Moeller, cestista statunitense (Delaware, n. 1919 - Raleigh, † 2018)
- Edward Morris, cestista statunitense (Wichita, n. 1984)
- Ed Murphy, ex cestista statunitense (Bayonne, n. 1956)

## O(2)
- Ed O'Bannon, ex cestista statunitense (Los Angeles, n. 1972)
- Eddie Owens, ex cestista statunitense (Houston, n. 1953)

## P(4)
- Eddie Palubinskas, ex cestista e allenatore di pallacanestro australiano (Canberra, n. 1950)
- Eddie Parry, cestista statunitense (Detroit, n. 1918 - Clay, † 2016)
- Ed Peterson, cestista statunitense (Buffalo, n. 1924 - Syracuse, † 1984)
- Ed Pinckney, ex cestista e allenatore di pallacanestro statunitense (Bronx, n. 1963)

## R(5)
- Ed Rains, ex cestista statunitense (Ocala, n. 1956)
- Ted Rigg, cestista statunitense (Pittsburgh, n. 1913 - Baltimora, † 2002)
- Eddie Riska, cestista e allenatore di pallacanestro statunitense (Chicago, n. 1919 - Houston, † 1992)
- Edward Rizqallah, cestista egiziano (n. 1913)
- Delaney Rudd, ex cestista statunitense (Halifax, n. 1962)

## S(12)
- Ed Sadowski, cestista e allenatore di pallacanestro statunitense (Johnstown, n. 1917 - Wall, † 1990)
- Eddie Sadowski, cestista statunitense (Westfield, n. 1915 - Springfield, † 1992)
- Edward Santana, cestista dominicano (Hato Mayor del Rey, n. 1980)
- Ed Scheiwe, cestista statunitense (Chicago, n. 1918 - Gwinnett, † 1997)
- E.J. Singler, ex cestista statunitense (Medford, n. 1990)
- Ed Siudut, cestista statunitense (Everett, n. 1947 - Pittsfield, † 2012)
- Ed Smith, cestista statunitense (West Jefferson, n. 1929 - Marietta, † 1998)
- Eddie Solomon, cestista statunitense (Osage, n. 1931 - † 2021)
- Ed Steitz, cestista, allenatore di pallacanestro e dirigente sportivo statunitense (Beacon, n. 1920 - East Longmeadow, † 1990)
- Ed Stokes, ex cestista statunitense (Syracuse, n. 1971)
- Eddie Sutton, cestista e allenatore di pallacanestro statunitense (Bucklin, n. 1936 - Tulsa, † 2020)
- Edward Szostak, cestista polacco (Cracovia, n. 1911 - Cracovia, † 1990)

## W(3)
- Ed Wachter, cestista e allenatore di pallacanestro statunitense (Troy, n. 1883 - Troy, † 1966)
- Chuck Williams, ex cestista statunitense (Boulder, n. 1946)
- Eddie Wisbar, cestista statunitense (Duquesne, n. 1916 - Duquesne, † 1967)